# Airco DH.11 Oxford
El Airco DH.11 Oxford (más tarde De Havilland DH.11) fue un bombardero biplano bimotor británico que fue diseñado para reemplazar al anterior Airco DH.10 Amiens. Fue diseñado para utilizar el fallido motor ABC Dragonfly y fue abandonado después de construirse el primer prototipo.

## Diseño y desarrollo
El DH.11 Oxford fue diseñado por Geoffrey de Havilland para la Aircraft Manufacturing Company como bombardero diurno bimotor para reemplazar al Airco DH.10 Amiens. Fue diseñado (como lo requería una Especificación) para utilizar el motor radial ABC Dragonfly, que prometía brindar un rendimiento excelente, y que había sido pedido en grandes cantidades para ser el motor de la mayoría de los nuevos modelos pedidos para la Real Fuerza Aérea. El DH.11 era un biplano bimotor, de construcción íntegramente en madera y alas de tres vanos. Poseía un fuselaje alto y aerodinámicamente limpio que ocupaba todo el espacio entre las alas, proporcionando un buen campo de tiro para los artilleros desde las posiciones de morro y media-superior.
El primer prototipo voló en enero de 1919, propulsado por dos motores Dragonfly de 240 kW (320 hp). El prototipo tenía problemas de manejo y estaba limitado por los motores Dragonfly, que eran extremadamente poco fiables, propensos al sobrecalentamiento y a vibraciones excesivas, y no daban la potencia esperada. En 1919 se cancelaron otros dos prototipos y al final no se compró ningún avión para reemplazar al DH.10.

## Variantes
Oxford Mk I
Prototipo, propulsado por dos motores ABC Dragonfly de  240 kW (320 hp), uno construido.
Oxford Mk II
Versión propuesta con dos motores Siddeley Puma de 220 kW (300 hp), no construidos.
DH.12
Versión propuesta con motores Dragonfly y posiciones de los artilleros modificadas, no construida.

## Especificaciones (Oxford Mk I)
Referencia datos: The British Bomber since 1914 

### Características generales
- Tripulación: Tres
- Longitud: 13,8 m (45,2 ft)
- Envergadura: 18,3 m (60,2 ft)
- Altura: 4,1 m (13,5 ft)
- Superficie alar: 66,8 m² (719 ft²)
- Peso vacío: 1862 kg (4103,8 lb)
- Peso máximo al despegue: 3187 kg (7024,1 lb)
- Planta motriz: 2× motor radial de 9 cilindros refrigerado por aire ABC Dragonfly.
  - Potencia: 240 kW (331 HP; 326 CV) cada uno.
- Hélices: 1× bipala de paso fijo de madera por motor.

### Rendimiento
- Velocidad máxima operativa (Vno): 198 km/h (123 MPH; 107 kt) a nivel del mar, 187 km/h a 3000 m (10 000 pies)
- Alcance: 3 h
- Techo de vuelo: 4400 m (14 436 ft)
- Tiempo a altitud: 13 min 45 s para 3000 m (10 000 pies)

### Armamento
- Ametralladoras: 

  - 1x Lewis de 7,7 mm flexible en anillo Scarff en posiciones artilladas de morro y media
- Bombas: 4 de 100 kg llevadas internamente

## Aeronaves relacionadas

### Desarrollos relacionados
- Airco DH.10 Amiens

### Aeronaves similares
- Vickers Vimy
- Avro 533 Manchester
- Nieuport London

### Secuencias de designación
- Secuencia DH._ (interna de Airco): ← DH.6 - DH.9/DH.9A/DH.9C - DH.10 - DH.11 - DH.12 - DH.14 - DH.15 - DH.16 →